# New Guinea Volunteer Rifles
Die New Guinea Volunteer Rifles (NGVR) waren eine zivile australische Freiwilligeneinheit, deren Haupteinsatzgebiet im australischen Völkerbundsmandat Territorium Neuguinea lag.
Die NGVR waren die einzige Milizeinheit der australischen Armee, die im Ausland aufgestellt, mobilisiert, gekämpft und aufgelöst wurde. Zu den NGVR-Einsätzen gehörten Rettungsmissionen, die Evakuierung tausender europäischer Zivilisten aus dem Kriegsgebiet und die Errichtung von Lagern für mehrere tausend einheimische Arbeiter.

## Gründung
Die Gebiete Neuguineas, die unter australischem Völkerbundsmandat standen, zugehörig dem Territorium Neuguinea, wurden Ende 1939 ermächtigt, eine eigene Zivilmiliz aufzustellen. Die Einheit wurde unter dem Namen New Guinea Volunteer Rifles (NGVR) bekannt. Ihre ersten Aufgaben sahen sie in der Bereitstellung einer „Strandverteidigung gegen Plünderer“. Das Hauptquartier der Australian Imperial Force (AIF) erließ am 4. September 1939 die notwendigen Befehle zur Aufstellung der NGVR. Männer aus Europa, den Britischen Inseln, Neuseeland, Australien und Asien, die ihre Heimat und ihren Lebensunterhalt im Territorium Neuguinea hatten, schlossen sich ihr an. Die Einheit bestand zu Beginn aus 20 Offizieren und 400 Mann, wurde jedoch im Juni 1940 auf 23 Offiziere und 482 weitere Dienstgrade erhöht.
In den Jahren bis 1941 versuchten die New Guinea Volunteer Rifles ihre zivilen Freiwilligen in effektiven Militäreinheiten zu organisieren, was sich jedoch als schwierig erwies. Einzelne Arbeitsplätze mussten verlagert und Rekrutierungen durch die AIF vorgenommen werden. Zudem war das NGVR in fünf oder sechs verschiedene Standorte unterteilt, basierend auf Städten in Neuguinea, Neubritannien und Neuirland, die jeweils durch Hunderte von Kilometern Dschungel oder Meer getrennt waren, was die Logistik zwischen ihnen und dem australischen Kontinent erschwerte. Das größte Kontingent war in der Mandatshauptstadt Rabaul auf Neubritannien stationiert.

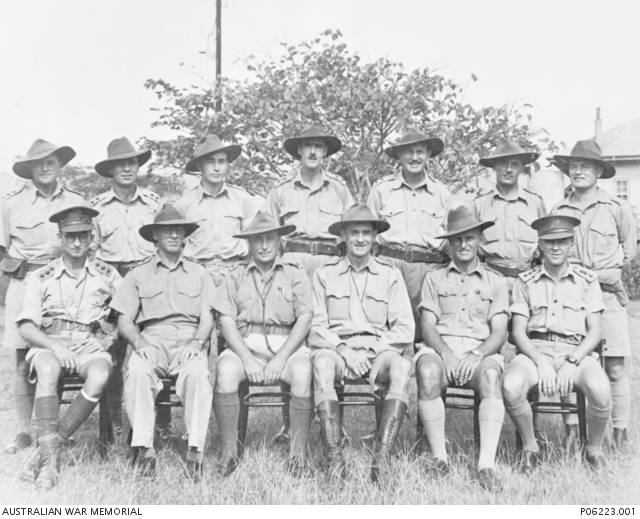
Außenporträt der Offiziere der New Guinea Volunteer Rifles, 1940

Die Einstellung der Männer, deren Alter zwischen 18 und 50 Jahren lag, erfolgte für einen Zeitraum von zwei Jahren und es gab kein Gehalt außer einer Zulage von 1 £ pro Jahr. Ihre Uniform bestand aus khakifarbenen Hemden und Hosen, die aus Material hergestellt wurden, das aus Australien geschickt wurde. Die NGVR-Schulterabzeichen waren aus Messing gefertigt. Die AIF lieferte Bandelier, Ledergürtel, Stiefel, Gamaschen und Filzhüte. Die Bewaffnung der Einheit bestand aus Gewehren und einigen Vickers- und Lewis-Maschinengewehren.

### Zusammensetzung der NGVR
Die New Guinea Volunteer Rifles waren Teil der Australian Military Forces (AMF) unter dem Einsatzkommando des 8. Militärbezirks (8MD) in Port Moresby.
Das Hauptquartier des 8MD bestand aus:
- Oberstleutnant Neville Gordon Hatton (Kommandant)
- Oberstleutnant Nyman (Brigademajor)
- Oberstleutnant Tim Cape (Stabskapitän)[3]

Nach der Ankunft der Lark Force in Rabaul im August 1941, verlegte die NGVR unter dem Kommando von Major William Manning Edwards ihr Hauptquartier auf das Festland nach Bulolo. Die Versetzung des Bataillons in den Vollzeitdienst erfolgte nach dem Angriff Japans auf die USA und die volle Mobilisierung dann am 21. Januar 1942.

### Aufstellung
| Neubritannien                 | Neubritannien            | Neuguinea                          | Neuguinea              | Neuirland                                    |
| Rabaul                        | Kokopo                   | Wau                                | Bulolo                 | Kavieng                                      |
| ----------------------------- | ------------------------ | ---------------------------------- | ---------------------- | -------------------------------------------- |
| Bataillonshauptquartier       | 1× Gewehrzug             | 2. Bataillon                       | Medizinische Abteilung | 1× Gewehrzug (geplant, aber nie aufgestellt) |
| 1× Schützenkompanie           | ein Regimentshilfsposten | 1× Schützenkompanie                |                        |                                              |
| 1× Vickers-Maschinengewehrzug |                          | 1× Vickers Maschinengewehrkompanie |                        |                                              |
| eine medizinische Abteilung   |                          |                                    |                        |                                              |

| Neuguinea                         |
| Lae/Salamaua/Madang Hauptsitz Lae |
| --------------------------------- |
| 1× Gewehrkompanie                 |
| 1× Vickers Maschinengewehrplatoon |

## NGVR im Pazifikkrieg

### Rabaul
Im Dezember 1941 begannen die ersten japanischen Angriffe auf Rabaul. Zuerst mit Bombardierungen aus großer Höhe und gegen Mitte des Monats auch mit Tieffliegerattacken. Am 20. Januar 1942 starteten die Japaner einen erneuten Luftangriff auf Rabaul und in den frühen Morgenstunden des 22. führten sie eine Landung von See her durch. Zu dieser Zeit befanden sich 74 Mitglieder der NGVR unter dem Kommando von Oberstleutnant Howard Hammond Carr in Rabaul.
Die Männer der NGVR bemannten mittlere Maschinengewehre und Mörser, konnten sich aber der japanischen Übermacht nicht erwehren. 28 Männer wurden bei den Kämpfen getötet. Der Rest zog sich zusammen mit den Männern der Lark-Force in den Dschungel zurück und sie ergaben sich in den folgenden Wochen den Japanern und gingen in deren Gefangenschaft.

### Lae und Salamaua

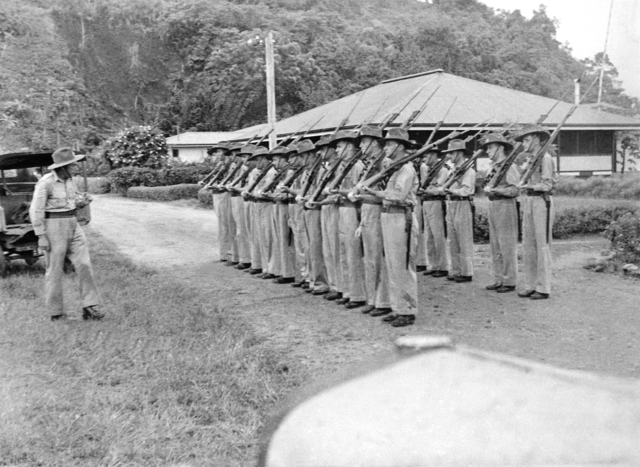
Der Salamaua-Zug der New Guinea Volunteer Rifles bei einer Parade

Gegen Mittag des 21. Januar meldete ein Küstenwächter aus Finschhafen, dass sich etwa 60 japanische Flugzeuge auf Kurs nach Lae und Salamaua befinden würden. Nachdem sich die Maschinen aufgeteilt hatten, wurden beide Städte gleichzeitig angegriffen. In Lae waren die angerichteten Schäden groß. Sieben Zivilflugzeuge, die sich beim Eintreffen der Japaner am Boden befanden, wurden zerstört. In Salamaua, wo der Bericht des Küstenwächters nicht eingegangen war, überraschten die japanischen Flugzeuge die Stadt völlig. Sie zerstörten eine Maschine der Royal Australian Air Force (RAAF) und 10 oder 12 Zivilflugzeuge am Boden.
Kurz darauf landete Major Edmund William Jenyns vom NGVR auf dem Flugplatz in Lae und traf sich mit dem Verwalter, Sir Walter McNicoll. Sir Walter stimmte zu, dass nun der Ausnahmezustand herrschte und sagte Jenyns, er solle „übernehmen“.
Da jetzt davon ausgegangen werden musste, dass die Landung der Japaner in Salamaua unmittelbar bevorstand, war die NGVR Vollzeit im Einsatz. Es herrschte allgemeine Übereinstimmung darüber, dass alle Zivilisten die Stadt verlassen sollten. Am 24. Januar brachen zwei Gruppen auf und verließen Salamaua  über Land in Richtung des Lakekamu Flusses, bzw. auf  dem Seeweg. Es blieben sechs Angehörige der RAAF und sechs NGVR-Soldaten in Lae zurück.
Unterdessen verteidigten andere NGVR-Gruppen strategische Punkte in der Region mit ihrem Hauptquartier in Mubo. Als die Japaner am 8. März in Lae einmarschierten, zogen die New Guinea Volunteer Rifles nach Westen in Richtung Nadzab ab. Nachdem die Japaner am selben Tag in Salamaua gelandet waren, zogen sich die NGVR über den Fluss Francisco zurück und zerstörte die dortige Brücke. Ein paar Männer wurden zurückgelassen, die den Flughafen Lae Nadzab zerstören und die dortige Benzindeponie in Brand setzen sollten. Ein Teil der Einheit wurde am Fluss positioniert und die anderen Truppen zogen nach Süden nach Mubo.
Nachdem die Zivilregierung abgeschafft war, übernahm die NGVR die Verantwortung für mehrere tausend Vertragsarbeiter, die von Pflanzern und anderen aus vielen abgelegenen Bezirken rekrutiert worden waren und nun nicht mehr in ihre Häuser zurückkehren konnten. Die NGVR richtete Depots ein und versorgte sie mit Lebensmitteln. Sie waren die ersten der für die Alliierten während der folgenden Kämpfe so wichtigen Träger- und Arbeiterarmee.

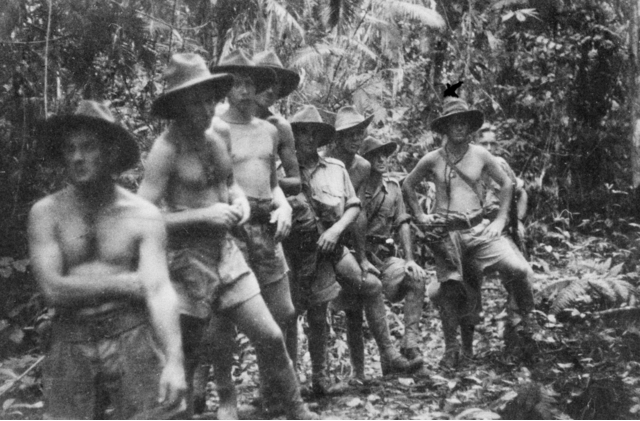
Männer des C-Zugs der 2/5 Independent Company auf einer Übung entlang eines Dschungelpfads im Westen von Bulwa im Bulolo Tal. Mai 1942

Um den Kontakt zu den japanischen Invasoren nicht zu verlieren, wurden Spähtrupps ausgesandt, die nah an die Garnison der Japaner heran operierten.
Am 23. Mai trafen die ersten regulären Truppen ein, die ihre Aufgabe teilten. Von Port Moresby ins Bulolo Valley geflogen, traf die 2/5 Independent Company der AIF ein, um mit den New Guinea Volunteer Rifles zusammenzuarbeiten. Die beiden Einheiten bildeten zusammen mit einem Mörserzug und einer Verstärkungsgruppe die Kanga Force. Ihre Aufgabe bestand darin, die Japaner anzugreifen, was darauf abzielte, Opfer zu fordern, ihre Ausrüstung zu zerstören und deren Nutzung von Lae und Salamaua als Luftwaffenstützpunkte zu behindern.
So töteten 71 Mitglieder der 2/5 Independent Company und der NGVR mindestens 100 Japaner in den frühen Morgenstunden des 29. Juni 1942, wobei drei eigene Männer leicht verwundet wurden.

Die Heath’s Plantage in Lae war von Japanern besetzt und wurde von 58 stark bewaffneten Männern der NGVR überfallen, wobei ihr Anführer, Major Keen, getötet und zwei Männer verletzt wurden.

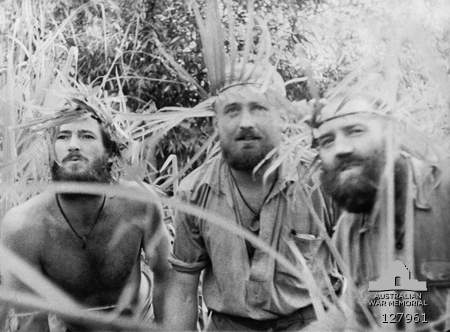
NGVR-Soldaten auf einem geheimen Beobachtungsposten, Salamaua Area, ca. August 1942

Ohne ausreichende Versorgung und Medikamente ging die Zahl der einsatzfähigen Männer immer weiter zurück, da mit der Zeit viele an Fieber und Tropenkrankheiten erkrankten. Die Soldaten waren zunehmend auf die Beschaffung örtlicher Lebensmittel angewiesen, da die Lebensmittelversorgung nicht ausreichte. Die japanischen Luftangriffe, ihre Einschüchterungstaktiken gegenüber der einheimischen Bevölkerung und die schiere körperliche Schwierigkeit, die Rationen an die Transporter weiterzuleiten, hatten einen kumulativen Effekt und drohten die Aktivitäten der Einheiten zu stoppen.

## Das Ende der NGVR
Nachdem sich der Kriegsschwerpunkt auf die Milne Bay und die Schlachten am Kokoda Track verlagert hatte, besetzte die NGVR weiterhin ihre Posten mit Blick auf die Japaner. Anfang 1943 waren zu wenige Soldaten übrig, um wirksam zu sein. Aufgrund ihrer Kenntnis des Landes und dessen Probleme wurden die verbleibenden NGVR-Soldaten über die gesamte Australian New Guinea Administrative Unit (ANGAU) verteilt. Damit hatten die New Guinea Volunteer Rifles ihre eigenständige Identität verloren.

## Papua New Guinea Volunteer Rifles (PNGVR)
Die Papua New Guinea Volunteer Rifles (PNGVR) wurden am 17. März 1951 aktiviert. Ihre Mitglieder waren hauptsächlich Australier, die im Zweiten Weltkrieg gedient hatten. Der erste Kommandeur war Oberstleutnant McLeod, der vor der Aktivierung nach Australien zurückgekehrt war.

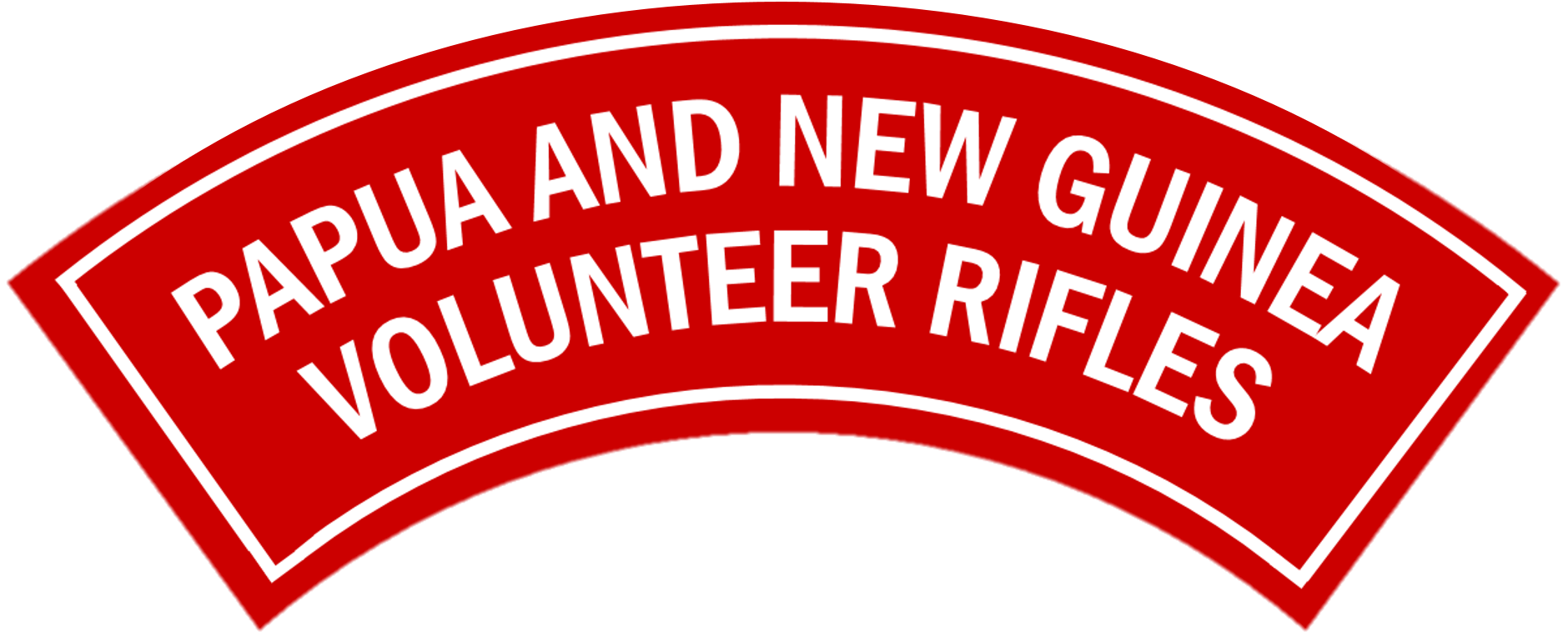
Geschwungenes rotes Band mit der Aufschrift „Papua and New Guinea Volunteer Rifles“ in Weiß, mit weißem Band (1951–1973)

Ihre Aufgabe bestand darin, Untereinheiten zu bilden, die in der Lage sind, Informationen und Ratschläge zu Topografie, lokalen Bräuchen und Persönlichkeiten, Führer und Dolmetscher bereitzustellen und bei Bedarf bei der Organisation und Ausbildung indigener und irregulärer Streitkräfte zu helfen.
Zum Ende des Jahres 1951 gab es Abteilungen in Port Moresby, Lae und Rabaul. Schließlich wurden weitere Abteilungen in Wau, Samarai, Madang, Wewak, Goroka, Mount Hagen, Banz, Kainantu und Kavieng aufgestellt. Im April 1970 wurde an der Universität von Papua-Neuguinea ein Zug aufgestellt.
Bis Januar 1963 war die PNGVR eine rein australische Streitmacht, bestehend aus 550 Mann. 1964 wurde die PNGVR durch die Rekrutierung von Einheimischen Papua und anderen zu einer multiethnischen Einheit. Als die PNGVR am 1. Dezember 1973 aufgelöst wurde, waren 80 % der Mitglieder Papua-Neuguineer. Nach der Unabhängigkeit Papua-Neuguineas am 16. September 1975 kehrten die meisten ehemaligen NGVR- und PNGVR-Veteranen nach Australien zurück.